# Maxwell Reed
Maxwell Reed (ur. 2 kwietnia 1919 w Larne, zm. 16 sierpnia 1974 w Londynie) – północnoirlandzki aktor telewizyjny, teatralny i filmowy.

## Życiorys
Przez krótki czas pracował jako marynarz, a następnie wystąpił w kilku spektaklach na scenie i przeniósł się do Londynu, gdzie podpisał kontrakt z Rank Organisation. W 1946 zadebiutował na ekranie w adaptacji sztuki Daphne du Maurier Lata międzywojenne (The Years Between) u boku Michaela Redgrave’a jako Amerykanin i musicalu Wesoły Jerzy (Gaiety George) z udziałem Petera Gravesa jako książę na scenie. W latach 50. XX wieku przeniósł się do Stanów Zjednoczonych. W filmie Helena Trojańska (Helen of Troy, 1956) wystąpił jako Ajas (syn Telamona).
Grał tytułową postać w serialu przygodowym Kapitan David Grief (Captain David Grief, 1957–1960), nakręconym w Meksyku, który został oparty na opowiadaniach Jacka Londona”. Pojawił się w serialach telewizyjnych, takich jak Bonanza (1961) jako Clarence „The Duke of London” Simpson, Perry Mason (1964), Daniel Boone (1965) i Sherlock Holmes (1968) jako Hilton Cubitt. W komedii kryminalnej Richarda Quine’a Urocza gospodyni (The Notorious Landlady, 1962) jako Miles Hardwicke był ofiarą „morderstwa”.
Był pierwszym mężem aktorki Joan Collins, którą poślubił 24 maja 1952. Małżeństwo zakończyło się rozwodem 8 lipca 1956.
Zmarł na nowotwór złośliwy, w wieku 55 lat, w Londynie.